# Michel Seuphor

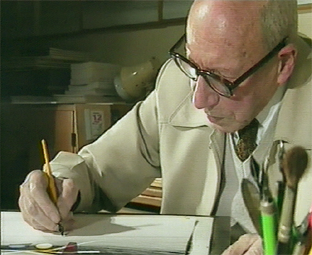
Michel Seuphor 1985

Michel Seuphor (* 10. März 1901 in Antwerpen; † 12. Februar 1999 in Paris; eigentlich Ferdinand Berckelaers) war ein in Belgien geborener Kunstkritiker, Maler, Graphiker und Keramiker. 1954 nahm er die französische Staatsbürgerschaft an.

## Leben und Werk
Seuphor gründete 1921 mit Joseph Peeters und Geert Pijnenburg die Zeitschrift „Het Overzicht“ (Die Übersicht oder Der Überblick), die bis 1925 erschien. Später veröffentlichte er wichtige Beiträge zur modernen Kunst, insbesondere über Piet Mondrian.
Ab 1922 stand Seuphor mit zahlreichen avantgardistischen Künstlern in den europäischen Zentren der Kunst (Berlin, Rom, Amsterdam und Paris) in Verbindung, darunter Willi Baumeister, Robert Delaunay und Sonia Delaunay-Terk, Piet Mondrian, Fernand Léger, Amédée Ozenfant, Albert Gleizes, Hans Arp, Sophie Taeuber-Arp und Filippo Tommaso Marinetti. Dieser Kreis versammelte Kubisten, Dadaisten, Futuristen und Konstruktivisten.
Ab 1925 lebte er in Paris, wo er 1929 die Gruppe „Cercle et Carré“ (Kreis und Rechteck) mitbegründete. 1930 organisierte Seuphor die erste Ausstellung der Gruppe, an der unter anderem Piet Mondrian, Hans Arp, Willi Baumeister, Sophie Taeuber-Arp, Fernand Léger, Kurt Schwitters, Wassily Kandinsky, Le Corbusier und Alberto Sartoris teilnahmen. 1931 ging diese Gruppe in der Künstlergruppe „Abstraction-Création“ auf. Als Plastiker nahm er selbst ab 1933 an mehreren Kollektivausstellungen in Frankreich und Europa teil.
Nach dem Zweiten Weltkrieg realisierte Seuphor weitere große Ausstellungsprojekte, wie 1949 „Les Premiers Maîtres de l'Art Abstrait“ (Die ersten Meister der Abstrakten Kunst), 1958 „50 ans d'Art Abstrait“ (50 Jahre Abstrakte Kunst), 1959 in den USA, „Construction and Geometry Painting“ (Konstruktion und Geometrische Malerei), Teilnehmer der documenta II in Kassel und die große Mondrian-Retrospektive in der Pariser Orangerie 1959.
Seuphor besaß eine Kunstsammlung mit zeitgenössischer Kunst nach 1945, darunter Werke von Marcelle Cahn, Adam Jankowski, Jean Piaubert, Jean Leppien, Aurélie Nemours und Victor Vasarely.
Berckelaers Pseudonym Seuphor ist ein Anagramm von Orpheus, das er 1918 angenommen hatte.

## Schriften
- Piet Mondrian: sa vie, son œuvre, Flammarion, Paris 1956; Piet Mondrian. Leben und Werk. DuMont Schauberg, Köln 1957
- Le don de la parole. Réflexions sur la langage. Paris 1970
- Écrits, œuvres, documents et témoignages. Paris 1976
- Paraboliques. Paris 1968
- La vocation des Mots. Accompagné de 7 dessins à lacunes. Lausanne 1966
- Michel Seuphor. Wienand, Köln 2014, ISBN 978-3-86832-216-3, niederl., dt., engl., franz., Übersicht über das Gesamtwerk (Ausstellungskatalog)